# Campionato nordamericano maschile under 17 di calcio 1992
Il Campionato nordamericano di calcio Under-17 1992 è stata la sesta edizione della competizione omonima organizzata dalla CONCACAF.
Si è tenuto dal 12 al 23 agosto in Cuba e ha visto gli Stati Uniti conquistare il torneo.
Messico, Stati Uniti e Canada guadagnarono inoltre l’accesso al Campionato mondiale di calcio Under-17 1993 che si svolse in Giappone.

## Primo turno

### Gruppo A
| Pos. | Squadra      | Pt | G | V | N | P | GF | GS | DR  |
| ---- | ------------ | -- | - | - | - | - | -- | -- | --- |
| 1.   | Canada       | 6  | 3 | 3 | 0 | 0 | 16 | 0  | +16 |
| 2.   | Cuba         | 4  | 3 | 2 | 0 | 1 | 10 | 2  | +8  |
| 3.   | Panama       | 2  | 3 | 1 | 0 | 2 | 6  | 12 | -6  |
| 4.   | Isole Cayman | 0  | 3 | 0 | 0 | 3 | 0  | 18 | -18 |

| Squadra 1    | Risultato | Squadra 2    |
| ------------ | --------- | ------------ |
| Cuba         | 4 - 0     | Panama       |
| Isole Cayman | 0 - 6     | Canada       |
| Cuba         | 0 - 2     | Canada       |
| Panama       | 6 - 0     | Isole Cayman |
| Cuba         | 6 - 0     | Isole Cayman |
| Canada       | 8 - 0     | Panama       |

### Gruppo B
| Pos. | Squadra    | Pt | G | V | N | P | GF | GS | DR  |
| ---- | ---------- | -- | - | - | - | - | -- | -- | --- |
| 1.   | Messico    | 6  | 3 | 3 | 0 | 0 | 16 | 2  | +14 |
| 2.   | Costa Rica | 4  | 3 | 2 | 0 | 1 | 8  | 3  | +5  |
| 3.   | Giamaica   | 2  | 3 | 1 | 0 | 2 | 10 | 3  | +7  |
| 4.   | Aruba      | 0  | 3 | 0 | 0 | 3 | 1  | 27 | -26 |

| Squadra 1  | Risultato | Squadra 2  |
| ---------- | --------- | ---------- |
| Aruba      | 1 - 10    | Giamaica   |
| Messico    | 3 - 2     | Costa Rica |
| Giamaica   | 0 - 1     | Messico    |
| Costa Rica | 5 - 0     | Aruba      |
| Giamaica   | 0 - 1     | Costa Rica |
| Messico    | 12 - 0    | Aruba      |

### Gruppo C
| Pos. | Squadra          | Pt | G | V | N | P | GF | GS | DR |
| ---- | ---------------- | -- | - | - | - | - | -- | -- | -- |
| 1.   | Stati Uniti      | 6  | 3 | 3 | 0 | 0 | 9  | 1  | +8 |
| 2.   | Guatemala        | 4  | 3 | 2 | 0 | 1 | 2  | 3  | -1 |
| 3.   | Honduras         | 2  | 3 | 1 | 0 | 2 | 2  | 3  | -1 |
| 4.   | Antille Olandesi | 0  | 3 | 0 | 0 | 3 | 0  | 6  | -6 |

| Squadra 1        | Risultato | Squadra 2        |
| ---------------- | --------- | ---------------- |
| Antille Olandesi | 0 - 1     | Guatemala        |
| Stati Uniti      | 2 - 1     | Honduras         |
| Honduras         | 1 - 0     | Antille Olandesi |
| Stati Uniti      | 3 - 0     | Guatemala        |
| Guatemala        | 1 - 0     | Honduras         |
| Stati Uniti      | 4 - 0     | Antille Olandesi |

## Secondo turno
| Pos. | Squadra     | Pt | G | V | N | P | GF | GS | DR |
| ---- | ----------- | -- | - | - | - | - | -- | -- | -- |
| 1.   | Stati Uniti | 4  | 3 | 2 | 0 | 1 | 6  | 4  | +2 |
| 2.   | Messico     | 4  | 3 | 1 | 2 | 0 | 5  | 4  | +1 |
| 3.   | Canada      | 3  | 3 | 1 | 1 | 1 | 3  | 1  | +1 |
| 4.   | Cuba        | 1  | 3 | 0 | 1 | 2 | 1  | 6  | -5 |

| Squadra 1 | Risultato | Squadra 2   |
| --------- | --------- | ----------- |
| Cuba      | 0 - 3     | Canada      |
| Messico   | 4 - 3     | Stati Uniti |
| Canada    | 0 - 1     | Stati Uniti |
| Cuba      | 1 - 1     | Messico     |
| Messico   | 0 - 0     | Canada      |
| Cuba      | 0 - 2     | Stati Uniti |

Stati Uniti, Messico e Canada qualificate al Campionato mondiale di calcio Under-17 1993